# Tommi Kinnunen
Tommi Kinnunen, født 1973 i Kuusamo, er en finsk forfatter og lektor i finsk i Åbo. Kinnunen har tidligere skrevet skuespil og kabareter. Hans debutroman fra 2014 "Hvor fire veje mødes" blev nomineret til Finlandia-prisen. Den skildrer en slægts historie gennem tre generationer. Romanen er dramatiseret og blev sat op på teatret i hans hjemby Åbo i 2016.

## Værker oversat til dansk
- Hvor fire veje mødes, 2015
- Lyset bag dine øjne, 2017

1. ↑  Navnet er anført på engelsk og stammer fra Wikidata hvor navnet endnu ikke findes på dansk.